# Бухарча
Бухарча — река в России, протекает по Оренбургской области. Устье реки находится в 362 км по правому берегу реки Сакмара. Длина реки составляет 26 км. Характер течения у реки варьируется от интенсивного с небольшими быстринами и порогами до спокойных плесов. Температура воды даже в летнее время не поднимается выше 16-18 градусов.
Берёт начало от слияния рек Большая Бухарча и Малая Бухарча в урочище Бухарча.

## Данные водного реестра
По данным государственного водного реестра России относится к Уральскому бассейновому округу, водохозяйственный участок реки — Сакмара от истока до впадения реки Большой Ик. Речной бассейн реки — Урал (российская часть бассейна).
Код объекта в государственном водном реестре — 12010000512112200005485.